# Haplochromis mbipi
Haplochromis mbipi es una especie de peces de la familia Cichlidae en el orden Perciformes.

## Morfología
Los machos pueden llegar alcanzar los 13,1 cm de longitud total.
- Número de  vértebras: 29-30.[1]

## Alimentación
Come diatomeas y otras algas, detritus, larvas de insectos y briozoos.

## Hábitat
Vive en zonas de clima tropical  entre 0-6 m de profundidad.

## Distribución geográfica
Se encuentran en África: lago Victoria.